# Campeonato de Fútbol Playa de la AFC 2019
El Campeonato de Fútbol Playa de la AFC 2019 fue la ronda clasificatoria de Asia para la Copa Mundial de Fútbol Playa FIFA 2019 que se jugó en Paraguay a finales de 2019. El torneo se llevó a cabo en Pattaya, Tailandia, del 7 al 17 de marzo de 2019.
Los tres mejores equipos calificaron al mundial de 2019.

## Participantes
Un total de 15 equipos participaron del torneo.
| - Afganistán - Baréin - China - Irán - Irak - Japón - Kuwait - Kirguistán | - Líbano - Malasia - Omán - Palestina - Catar - Tailandia (anfitrión) - Emiratos Árabes Unidos |

## Fase de grupos

### Grupo A
| Pos. | Equipo           | Pts. | PJ | G | W+ | WP | P | GF | GC | Dif. | Clasificación    |
| ---- | ---------------- | ---- | -- | - | -- | -- | - | -- | -- | ---- | ---------------- |
| 1    | Palestina (Q)    | 9    | 3  | 3 | 0  | 0  | 0 | 14 | 9  | +5   | Cuartos de Final |
| 2    | Malasia (Q)      | 3    | 3  | 1 | 0  | 0  | 2 | 12 | 13 | −1   | Cuartos de Final |
| 3    | Tailandia (H, E) | 3    | 3  | 1 | 0  | 0  | 2 | 8  | 10 | −2   |                  |
| 4    | Afganistán (E)   | 2    | 3  | 0 | 1  | 0  | 2 | 5  | 7  | −2   |                  |

 Fuente: AFC
Notas:
1. 1 2  Enfrentamiento directo: Malasia 5–4 Tailandia.

| 7 de marzo de 2019 | Afganistán                             | 3–2 (t. s.) | Malasia                   | Main Arena, Pattaya                                        |                                                            |
|                    | Qaderi 12' · Alavi 25' · Mohammadi 37' | Reporte     | Nazri 22' · Qushairie 32' | Asistencia: 150 espectadores Árbitro(s): Fallah Al-Balushi | Asistencia: 150 espectadores Árbitro(s): Fallah Al-Balushi |

| 7 de marzo de 2019 | Tailandia                  | 2–5     | Palestina                                                      | Main Arena, Pattaya                                    |                                                        |
|                    | Komkrit 11' · Tanandon 19' | Reporte | Hassan 17' 24' · Atiya 19' · Al-Bawwab 21' · Kittin 33' (a.g.) | Asistencia: 350 espectadores Árbitro(s): Yuichi Hatano | Asistencia: 350 espectadores Árbitro(s): Yuichi Hatano |

| 9 de marzo de 2019 | Palestina                                 | 3–2     | Afganistán        | Main Arena, Pattaya                                       |                                                           |
|                    | Al-Arawi 20' · Hassan 32' · Al-Neirab 35' | Reporte | Mohammadi 12' 29' | Asistencia: 70 espectadores Árbitro(s): Ebrahim Akbarpour | Asistencia: 70 espectadores Árbitro(s): Ebrahim Akbarpour |

| 9 de marzo de 2019 | Malasia                                                | 5–4     | Tailandia                                    | Main Arena, Pattaya                                        |                                                            |
|                    | Ridhwan 3' (pen.) 10' · Hasrol 11' 25' · Qushairie 24' | Reporte | Tanandon 20' 34' · Thakorn 29' · Komkrit 35' | Asistencia: 450 espectadores Árbitro(s): Waleed Abdulkarim | Asistencia: 450 espectadores Árbitro(s): Waleed Abdulkarim |

| 11 de marzo de 2019 | Malasia                                                           | 5–6     | Palestina                                                | Main Arena, Pattaya                                    |                                                        |
|                     | Ridhwan 2' · Zaharim 6' 19' · Qushairie 17' · Shaladan 35' (a.g.) | Reporte | Al-Bawwab 1' 19' 25' · Al-Neirab 16' 19' · Abuobayda 33' | Asistencia: 250 espectadores Árbitro(s): Yuichi Hatano | Asistencia: 250 espectadores Árbitro(s): Yuichi Hatano |

| 11 de marzo de 2019 | Tailandia                  | 2–0     | Afganistán | Main Arena, Pattaya                                        |                                                            |
|                     | Thakorn 16' · Tanandon 28' | Reporte |            | Asistencia: 450 espectadores Árbitro(s): Fallah Al-Balushi | Asistencia: 450 espectadores Árbitro(s): Fallah Al-Balushi |

### Grupo B
| Pos. | Equipo                     | Pts. | PJ | G | W+ | WP | P | GF | GC | Dif. | Clasificación    |
| ---- | -------------------------- | ---- | -- | - | -- | -- | - | -- | -- | ---- | ---------------- |
| 1    | Emiratos Árabes Unidos (Q) | 9    | 3  | 3 | 0  | 0  | 0 | 15 | 5  | +10  | Cuartos de Final |
| 2    | Líbano (Q)                 | 6    | 3  | 2 | 0  | 0  | 1 | 18 | 8  | +10  | Cuartos de Final |
| 3    | China (E)                  | 3    | 3  | 1 | 0  | 0  | 2 | 14 | 14 | 0    |                  |
| 4    | Kirguistán (E)             | 0    | 3  | 0 | 0  | 0  | 3 | 6  | 26 | −20  |                  |

 Fuente: AFC
| 7 de marzo de 2019 | Líbano                                        | 5–3     | China                                             | Main Arena, Pattaya                                        |                                                            |
|                    | Abdullah 13' 29' · Fattal 16' 30' · Matar 28' | Reporte | Han Xuegeng 5' · Liu Haoran 13' · Cai Weiming 33' | Asistencia: 100 espectadores Árbitro(s): Bakhtiyor Namazov | Asistencia: 100 espectadores Árbitro(s): Bakhtiyor Namazov |

| 7 de marzo de 2019 | Emiratos Árabes Unidos                                                                    | 6–1     | Kirguistán   | Main Arena, Pattaya                                    |                                                        |
|                    | K. Ali 1' · Muntaser 7' · Karim 20' · W. Mohammad 23' · Mohamed 35' (pen.) · W. Beshr 36' | Reporte | Duisheev 16' | Asistencia: 200 espectadores Árbitro(s): Abdulla Saleh | Asistencia: 200 espectadores Árbitro(s): Abdulla Saleh |

| 9 de marzo de 2019 | Kirguistán                 | 2–11    | Líbano                                                                                    | Main Arena, Pattaya                                      |                                                          |
|                    | Duisheev 11' · A. Uulu 31' | Reporte | Abdullah 5' 26' · Kadi 6' 34' · Fattal 8' 31' · Merhi 22' 27' 34' · Jalal 31' · Matar 31' | Asistencia: 100 espectadores Árbitro(s): Turki Al-Salehi | Asistencia: 100 espectadores Árbitro(s): Turki Al-Salehi |

| 9 de marzo de 2019 | China                            | 2–6     | Emiratos Árabes Unidos                                                 | Main Arena, Pattaya                                  |                                                      |
|                    | Guo Xuchenjiao 3' · Liu Yisi 36' | Reporte | Karim 9' · A. Ali 9' 24' · W. Mohammad 26' · K. Ali 30' · A. Beshr 32' | Asistencia: 200 espectadores Árbitro(s): Makoto Sato | Asistencia: 200 espectadores Árbitro(s): Makoto Sato |

| 11 de marzo de 2019 | Emiratos Árabes Unidos          | 3–2     | Líbano                         | Main Arena, Pattaya                                       |                                                           |
|                     | W. Beshr 11' 20' · Muntaser 13' | Reporte | Abdullah 6' · Zein El Dine 11' | Asistencia: 70 espectadores Árbitro(s): Bakhtiyor Namazov | Asistencia: 70 espectadores Árbitro(s): Bakhtiyor Namazov |

| 11 de marzo de 2019 | China                                                                                                  | 9–3     | Kirguistán                        | Main Arena, Pattaya                                    |                                                        |
|                     | Han Xuegeng 12' (pen.) 15' 30' · Bai Fan 18' · Liu Haoran 19' 30' · Liu Yisi 24' · Cai Weiming 24' 27' | Reporte | Diushenov 5' · Almazbekov 23' 32' | Asistencia: 200 espectadores Árbitro(s): Abdulla Saleh | Asistencia: 200 espectadores Árbitro(s): Abdulla Saleh |

### Grupo C
| Pos. | Equipo     | Pts. | PJ | G | W+ | WP | P | GF | GC | Dif. | Clasificación    |
| ---- | ---------- | ---- | -- | - | -- | -- | - | -- | -- | ---- | ---------------- |
| 1    | Japón (Q)  | 9    | 3  | 3 | 0  | 0  | 0 | 21 | 4  | +17  | Cuartos de Final |
| 2    | Baréin (Q) | 6    | 3  | 2 | 0  | 0  | 1 | 12 | 10 | +2   | Cuartos de Final |
| 3    | Kuwait (E) | 3    | 3  | 1 | 0  | 0  | 2 | 11 | 14 | −3   |                  |
| 4    | Catar (E)  | 0    | 3  | 0 | 0  | 0  | 3 | 4  | 20 | −16  |                  |

 Fuente: AFC
| 8 de marzo de 2019 | Baréin                                              | 5–2     | Catar                   | Main Arena, Pattaya                                        |                                                            |
|                    | Al-Abdulla 5' 32' · Al-Yaqoobi 7' 31' · Mubarak 28' | Reporte | Al-Khlif 13' · Samy 29' | Asistencia: 100 espectadores Árbitro(s): Hassan Abed Rabbo | Asistencia: 100 espectadores Árbitro(s): Hassan Abed Rabbo |

| 8 de marzo de 2019 | Japón                                                        | 8–1     | Kuwait       | Main Arena, Pattaya                                          |                                                              |
|                    | Moreira 8' 12' · Oba 11' 25' · Yamauchi 13' 23' · Komaki 31' | Reporte | Al-Hamad 13' | Asistencia: 220 espectadores Árbitro(s): Wan Mohamad Tarmizi | Asistencia: 220 espectadores Árbitro(s): Wan Mohamad Tarmizi |

| 10 de marzo de 2019 | Kuwait                      | 2–5     | Baréin                                                            | Main Arena, Pattaya                               |                                                   |
|                     | Hajeyah 19' · Al-Yaqoub 31' | Reporte | Zubayel 5' · Jamal 20' 30' · Al-Hamad 30' (a.g.) · Al-Yaqoobi 36' | Asistencia: 200 espectadores Árbitro(s): Li Qibin | Asistencia: 200 espectadores Árbitro(s): Li Qibin |

| 10 de marzo de 2019 | Catar        | 1–7     | Japón                                                              | Main Arena, Pattaya                                      |                                                          |
|                     | Al-Khlif 11' | Reporte | Moreira 11' 22' · Yamauchi 11' 24' · Akaguma 15' · Okuyama 18' 20' | Asistencia: 300 espectadores Árbitro(s): Suwat Wongsuwan | Asistencia: 300 espectadores Árbitro(s): Suwat Wongsuwan |

| 12 de marzo de 2019 | Japón                                                     | 6–2     | Baréin                           | Main Arena, Pattaya                                        |                                                            |
|                     | Moreira 2' 19' · Akaguma 16' · Okuyama 18' · Yamauchi 26' | Reporte | Al-Mahjoob 4' · Jamal 22' (pen.) | Asistencia: 200 espectadores Árbitro(s): Ibrahim Al-Raeesi | Asistencia: 200 espectadores Árbitro(s): Ibrahim Al-Raeesi |

| 12 de marzo de 2019 | Catar         | 1–8     | Kuwait                                                                   | Main Arena, Pattaya                                         |                                                             |
|                     | Al-Khater 26' | Reporte | Al-Yaqoub 7' 20' 34' · Al-Hamad 15' 30' 35' · Hajeyah 16' · Abdullah 18' | Asistencia: 100 espectadores Árbitro(s): Suhaimi Mat Hassan | Asistencia: 100 espectadores Árbitro(s): Suhaimi Mat Hassan |

### Grupo D
| Pos. | Equipo   | Pts. | PJ | G | W+ | WP | P | GF | GC | Dif. | Clasificación |
| ---- | -------- | ---- | -- | - | -- | -- | - | -- | -- | ---- | ------------- |
| 1    | Omán (Q) | 6    | 2  | 2 | 0  | 0  | 0 | 10 | 6  | +4   | Semifinales   |
| 2    | Irán (Q) | 3    | 2  | 1 | 0  | 0  | 1 | 8  | 6  | +2   | Semifinales   |
| 3    | Irak (E) | 0    | 2  | 0 | 0  | 0  | 2 | 5  | 11 | −6   |               |

 Fuente: AFC
| 8 de marzo de 2019 | Irak                | 2–5     | Irán                                                                        | Main Arena, Pattaya                                 |                                                     |
|                    | Salah 3' · Naji 27' | Reporte | Mirshekari 9' · Akbari 12' · Behzadpour 18' · Ahmadzadeh 28' · Mokhtari 33' | Asistencia: 200 espectadores Árbitro(s): Shao Liang | Asistencia: 200 espectadores Árbitro(s): Shao Liang |

| 10 de marzo de 2019 | Omán                                                            | 6–3     | Irak                             | Main Arena, Pattaya                                          |                                                              |
|                     | Salim 2' 15' · Al-Oraimi 4' 12' · Al Bulushi 18' · Al Qasmi 28' | Reporte | Hasan 5' · Qasim 33' · Ahmed 36' | Asistencia: 350 espectadores Árbitro(s): Ebrahim Al-Mansoori | Asistencia: 350 espectadores Árbitro(s): Ebrahim Al-Mansoori |

| 12 de marzo de 2019 | Irán                                 | 3–4     | Omán                                                                 | Main Arena, Pattaya                                 |                                                     |
|                     | Masoumizadeh 4' 27' · Ahmadzadeh 36' | Reporte | Mu. Al Araimi 7' · Al-Sinani 12' · Al Bulushi 30' · Y. Al Araimi 34' | Asistencia: 420 espectadores Árbitro(s): Shao Liang | Asistencia: 420 espectadores Árbitro(s): Shao Liang |

## Fase final
|  | Cuartos de final       | Cuartos de final |                        |   | Semifinales            | Semifinales            |  |  | Final | Final |
|  |                        |                  |                        |   |                        |                        |  |  |       |       |
|  | 14 de marzo            |                  |                        |   |                        |                        |  |  |       |       |
|  |                        |                  |                        |   |                        |                        |  |  |       |       |
|  | Palestina              | 4                |                        |   |                        |                        |  |  |       |       |
|  | Palestina              | 4                | 15 de marzo            |   |                        |                        |  |  |       |       |
|  | Líbano                 | 3                |                        |   |                        |                        |  |  |       |       |
|  | Líbano                 | 3                | Emiratos Árabes Unidos | 3 |                        |                        |  |  |       |       |
|  | 14 de marzo            |                  | Emiratos Árabes Unidos | 3 |                        |                        |  |  |       |       |
|  |                        | Omán             | 2                      |   |                        |                        |  |  |       |       |
|  | Japón                  | Omán             | 2                      | 3 |                        |                        |  |  |       |       |
|  | Japón                  |                  | 17 de marzo            | 3 |                        |                        |  |  |       |       |
|  | Irán                   | 2 (pró.)         |                        |   |                        |                        |  |  |       |       |
|  | Irán                   | 2 (pró.)         | Emiratos Árabes Unidos | 2 |                        |                        |  |  |       |       |
|  | 14 de marzo            |                  | Emiratos Árabes Unidos | 2 |                        |                        |  |  |       |       |
|  |                        | Japón            | 2                      |   |                        |                        |  |  |       |       |
|  | Emiratos Árabes Unidos | Japón            | 2                      | 8 |                        |                        |  |  |       |       |
|  | Emiratos Árabes Unidos | 15 de marzo      |                        | 8 |                        |                        |  |  |       |       |
|  | Malasia                | 1                |                        |   |                        |                        |  |  |       |       |
|  | Malasia                | 1                | Palestina              | 0 |                        |                        |  |  |       |       |
|  | 14 de marzo            |                  | Palestina              | 0 |                        |                        |  |  |       |       |
|  |                        | Japón            | 6                      |   | Tercer y cuarto puesto | Tercer y cuarto puesto |  |  |       |       |
|  | Omán                   | Japón            | 6                      | 5 | Tercer y cuarto puesto | Tercer y cuarto puesto |  |  |       |       |
|  | Omán                   |                  | 17 de marzo            | 5 |                        |                        |  |  |       |       |
|  | Baréin                 | 3                |                        |   |                        |                        |  |  |       |       |
|  | Baréin                 | 3                | Omán                   | 2 |                        |                        |  |  |       |       |
|  |                        |                  |                        |   |                        |                        |  |  |       |       |
|  | Palestina              | 2                |                        |   |                        |                        |  |  |       |       |
|  | Palestina              | 2                |                        |   |                        |                        |  |  |       |       |

### Cuartos de final
| 14 de marzo de 2019 | Omán                                                                   | 5–3     | Baréin                                          | Main Arena, Pattaya                                    |                                                        |
|                     | Al-Oraimi 1' 27' · Mu. Al Araimi 4' · Al Bulushi 9' · Y. Al Araimi 34' | Reporte | Darwish 1' · Jamal 9' · Y. Al Araimi 14' (a.g.) | Asistencia: 200 espectadores Árbitro(s): Yuichi Hatano | Asistencia: 200 espectadores Árbitro(s): Yuichi Hatano |

| 14 de marzo de 2019 | Japón                          | 3–2 (t. s.) | Irán                          | Main Arena, Pattaya                                      |                                                          |
|                     | Yamauchi 21' · Akaguma 26' 38' | Reporte     | Shirmohammadi 9' · Moradi 10' | Asistencia: 350 espectadores Árbitro(s): Turki Al-Salehi | Asistencia: 350 espectadores Árbitro(s): Turki Al-Salehi |

| 14 de marzo de 2019 | Emiratos Árabes Unidos                                                                        | 8–1     | Malasia    | Main Arena, Pattaya                               |                                                   |
|                     | Al-Jasmi 3' · Mohamed 9' 34' · K. Ali 10' · A. Mohammad 24' · W. Mohammad 28' 36' · Jamal 35' | Reporte | Hasrol 21' | Asistencia: 300 espectadores Árbitro(s): Li Qibin | Asistencia: 300 espectadores Árbitro(s): Li Qibin |

| 14 de marzo de 2019 | Palestina                                                           | 4–3     | Líbano                     | Main Arena, Pattaya                      |                                          |
|                     | Al-Arawi 13' · Abuobayda 20' · Al-Bawwab 28' · Al-Neirab 35' (pen.) | Reporte | Fattal 11' 28' · Merhi 18' | Asistencia: 150 espectadores Árbitro(s): | Asistencia: 150 espectadores Árbitro(s): |

### Semifinales
| 15 de marzo de 2019 | Emiratos Árabes Unidos                  | 3–2     | Omán                            | Main Arena, Pattaya                                        |                                                            |
|                     | Muntaser 6' · A. Ali 20' · W. Beshr 34' | Reporte | Al Zadjali 19' · Al Bulushi 28' | Asistencia: 300 espectadores Árbitro(s): Bakhtiyor Namazov | Asistencia: 300 espectadores Árbitro(s): Bakhtiyor Namazov |

| 15 de marzo de 2019 | Palestina | 0–6     | Japón                                                              | Main Arena, Pattaya                                    |                                                        |
|                     |           | Reporte | Akaguma 6' · Moreira 12' 30' · Oba 14' · Yamauchi 35' · Matsuo 36' | Asistencia: 480 espectadores Árbitro(s): Abdulla Saleh | Asistencia: 480 espectadores Árbitro(s): Abdulla Saleh |

### Disputa del tercer lugar
| 17 de marzo de 2019 | Palestina                     | 2–2 (t. s.)(1–2 p.)        | Omán                              | Main Arena, Pattaya                                         |                                                             |
|                     | Abuobayda 11' · Al-Arawi 20'  | Reporte                    | Al Bulushi 28' 31'                | Asistencia: 350 espectadores Árbitro(s): Suhaimi Mat Hassan | Asistencia: 350 espectadores Árbitro(s): Suhaimi Mat Hassan |
|                     |                               | Tiros desde el punto penal |                                   |                                                             |                                                             |
|                     | Al-Neirab · Al-Bawwab · Atiya |                            | Salim · Al-Oraimi · Mu. Al Araimi |                                                             |                                                             |

### Final
| 17 de marzo de 2019 | Japón                    | 2–2 (t. s.)(3–1 p.)        | Emiratos Árabes Unidos | Main Arena, Pattaya                                        |                                                            |
|                     | Komaki 7' · Moreira 16'  | Reporte                    | A. Mohammad 22' 24'    | Asistencia: 1,000 espectadores Árbitro(s): Turki Al-Salehi | Asistencia: 1,000 espectadores Árbitro(s): Turki Al-Salehi |
|                     |                          | Tiros desde el punto penal |                        |                                                            |                                                            |
|                     | Moreira · Yamauchi · Oba |                            | Mohamed · W. Mohammad  |                                                            |                                                            |

## Goleadores
| 9 goles - Ozu Moreira | 8 goles - Shusei Yamauchi | 6 goles - Haitham Fattal - Sami Al Bulushi | 5 goles - Takuya Akaguma - Hussein Abdullah - Maisara Al-Bawwab |

## Clasificados al Mundial
| País  | Apariciones | Años                                                       |
| ----- | ----------- | ---------------------------------------------------------- |
| Japón | 10          | 2005, 2006, 2007, 2008, 2009, 2011, 2013, 2015, 2017, 2019 |
| UAE   | 6           | 2007, 2008, 2009, 2013, 2017, 2019                         |
| Omán  | 3           | 2011, 2015, 2019                                           |

## Clasificación final
| #    | País                   |
| ---- | ---------------------- |
| 1    | Japón                  |
| 2    | Emiratos Árabes Unidos |
| 3    | Omán                   |
| 4    | Palestina              |
| 5–15 | Líbano                 |
| 5–15 | Irán                   |
| 5–15 | Baréin                 |
| 5–15 | Malasia                |
| 5–15 | China                  |
| 5–15 | Tailandia              |
| 5–15 | Afganistán             |
| 5–15 | Irak                   |
| 5–15 | Kuwait                 |
| 5–15 | Catar                  |
| 5–15 | Kirguistán             |